# Misentea, Harghita
Misentea (în maghiară Csíkmindszent, colocvial Mindszent) este un sat în comuna Leliceni din județul Harghita, Transilvania, România.

## Istoric

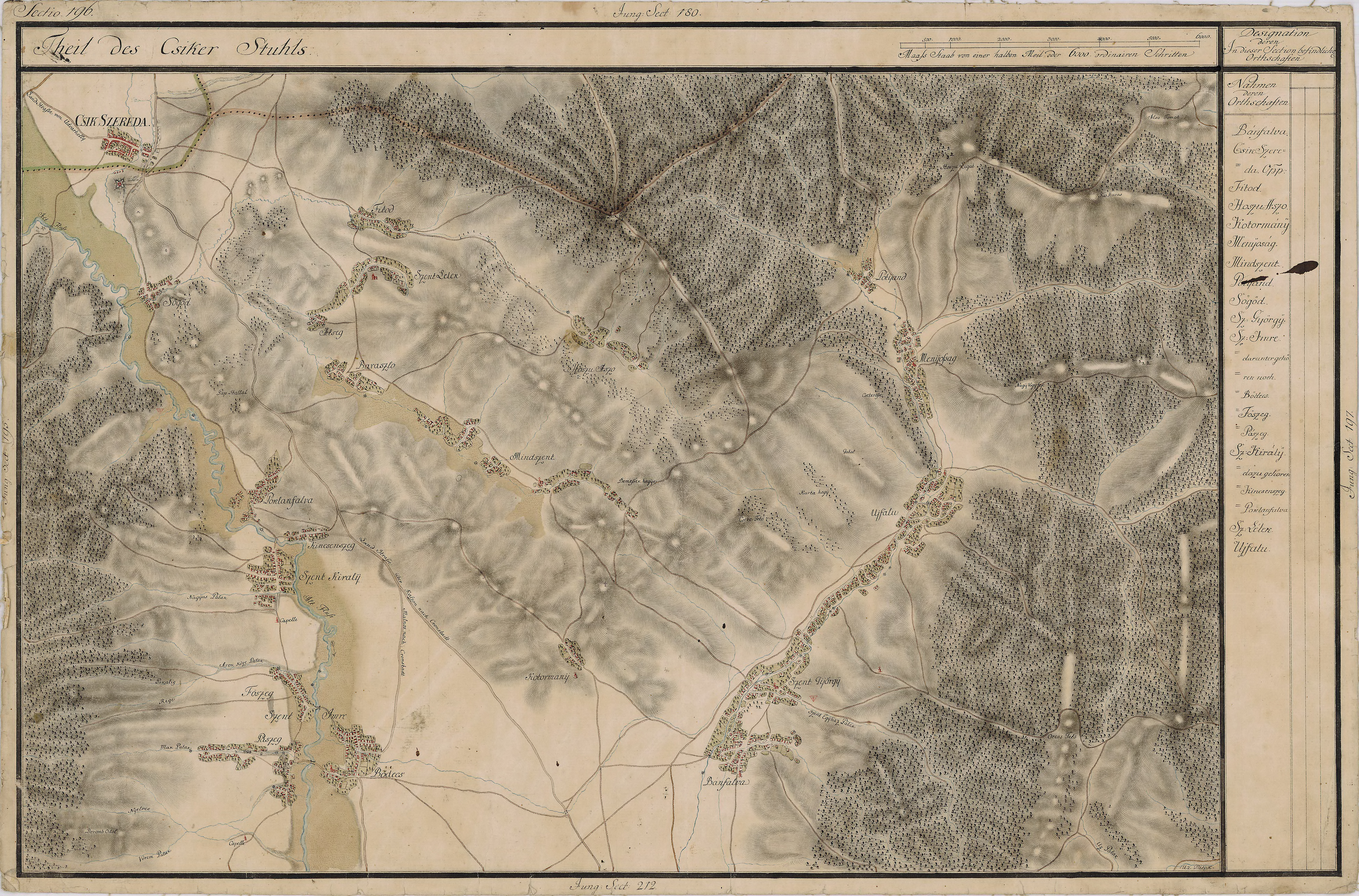
Misentea în Harta Iosefină a Transilvaniei, 1769-1773

Localitatea este menționată din anul 1332 sub numele Omnes sancti (în traducere „Toți sfinții”), cu referire la Sărbătoarea Tuturor Sfinților, care este fixată în calendarul romano-catolic pe 1 noiembrie (Ziua Luminației). Numele românesc Misentea este derivat din forma maghiară Mindszent, care înseamnă „Toți sfinții”.